# Sainte-Marie-du-Lac-Nuisement
Pour les articles homonymes, voir Sainte-Marie.
Sainte-Marie-du-Lac-Nuisement est une commune française, située dans le département de la Marne en région Grand Est.

## Géographie
| Écollemont | Hauteville                    |                                              |
| Larzicourt | Sainte-Marie-du-Lac-Nuisement | Landricourt                                  |
|            | Giffaumont-Champaubert        | Éclaron-Braucourt-Sainte-Livière Haute-Marne |

Sainte-Marie-du-Lac-Nuisement se situe au nord du lac du Der-Chantecoq. La digue est un endroit particulièrement bien situé pour observer les arrivées et les départs des grues en période de migration.

### Hydrographie
La commune est dans la région hydrographique « la Seine de sa source au confluent de l'Oise (exclu) » au sein du bassin Seine-Normandie. Elle est drainée par la Blaise, la rivière Petite de Blaise, le canal de Restitution, le ru de Broc et Vieille Rivière de Blaise,.
La Blaise, d'une longueur de 86 km, prend sa source dans la commune de Gillancourt et se jette  dans la Marne à Isle-sur-Marne, après avoir traversé 34 communes.

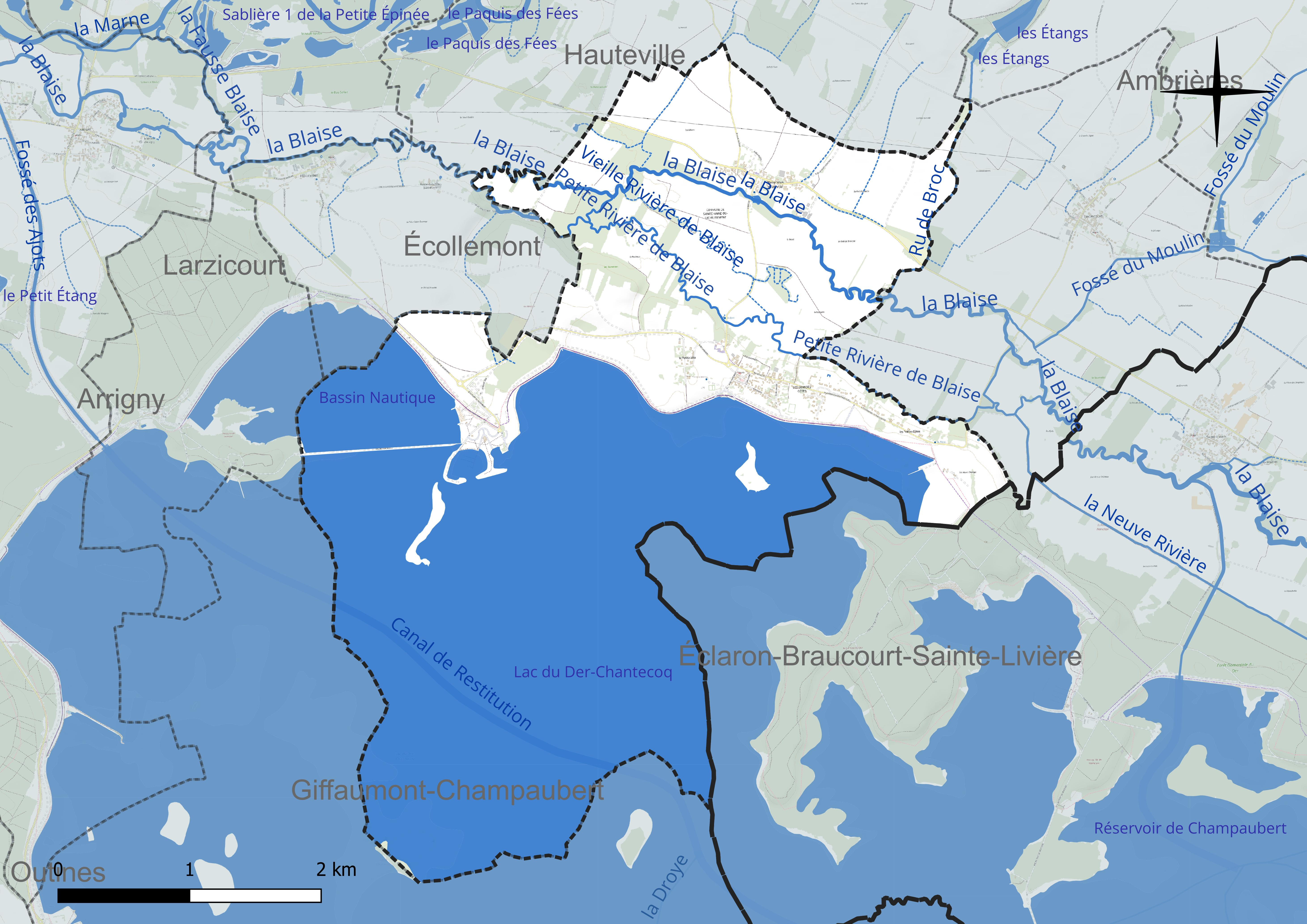
Réseau hydrographique de Sainte-Marie-du-Lac-Nuisement.

Deux plans d'eau complètent le réseau hydrographique : le bassin Nautique, d'une superficie totale de 153 ha (73,6 ha sur la commune) et le lac du Der-Chantecoq, d'une superficie totale de 4 166,5 ha (1 025,7 ha sur la commune),.

### Climat
Pour des articles plus généraux, voir Climat du Grand Est et Climat de la Marne.
En 2010, le climat de la commune est de type climat océanique dégradé des plaines du Centre et du Nord, selon une étude du Centre national de la recherche scientifique s'appuyant sur une série de données couvrant la période 1971-2000. En 2020, Météo-France publie une typologie des climats de la France métropolitaine dans laquelle la commune est exposée à un climat océanique altéré et est dans la région climatique  Lorraine, plateau de Langres, Morvan, caractérisée par un hiver rude (1,5 °C), des vents modérés et des brouillards fréquents en automne et hiver.
Pour la période 1971-2000, la température annuelle moyenne est de 10,5 °C, avec une amplitude thermique annuelle de 15,8 °C. Le cumul annuel moyen de précipitations est de 821 mm, avec 11,9 jours de précipitations en janvier et 8,8 jours en juillet. Pour la période 1991-2020, la température moyenne annuelle observée sur la station météorologique de Météo-France la plus proche, « Saint-Dizier », sur la commune de Saint-Dizier à 13 km à vol d'oiseau, est de 11,6 °C et le cumul annuel moyen de précipitations est de 794,5 mm. 
La température maximale relevée sur cette station est de 41,4 °C, atteinte le 25 juillet 2019 ; la température minimale est de −22,5 °C, atteinte le 14 février 1956,,.
Les paramètres climatiques de la commune ont été estimés pour le milieu du siècle (2041-2070) selon différents scénarios d'émission de gaz à effet de serre à partir des nouvelles projections climatiques de référence DRIAS-2020. Ils sont consultables sur un site dédié publié par Météo-France en novembre 2022.

## Urbanisme

### Typologie
Au 1er janvier 2024, Sainte-Marie-du-Lac-Nuisement est catégorisée commune rurale à habitat dispersé, selon la nouvelle grille communale de densité à sept niveaux définie par l'Insee en 2022.
Elle est située hors unité urbaine. Par ailleurs la commune fait partie de l'aire d'attraction de Saint-Dizier, dont elle est une commune de la couronne,. Cette aire, qui regroupe 72 communes, est catégorisée dans les aires de 50 000 à moins de 200 000 habitants,.
La commune, bordée par un plan d’eau intérieur d’une superficie supérieure à 1 000 hectares, le lac du Der-Chantecoq, est également une commune littorale au sens de la loi du 3 janvier 1986, dite loi littoral. Des dispositions spécifiques d’urbanisme s’y appliquent dès lors afin de préserver les espaces naturels, les sites, les paysages et l’équilibre écologique du littoral, tel le principe d'inconstructibilité, en dehors des espaces urbanisés, sur la bande littorale des 100 mètres, ou plus si le plan local d’urbanisme le prévoit.

### Occupation des sols
L'occupation des sols de la commune, telle qu'elle ressort de la base de données européenne d’occupation biophysique des sols Corine Land Cover (CLC), est marquée par l'importance des territoires agricoles (34,4 % en 2018), en diminution par rapport à 1990 (36,9 %). La répartition détaillée en 2018 est la suivante : 
eaux continentales (55,4 %), terres arables (21,5 %), prairies (9,5 %), forêts (4,4 %), zones agricoles hétérogènes (3,5 %), zones urbanisées (2,9 %), espaces verts artificialisés, non agricoles (1,5 %), milieux à végétation arbustive et/ou herbacée (1,2 %), zones humides intérieures (0,1 %). L'évolution de l’occupation des sols de la commune et de ses infrastructures peut être observée sur les différentes représentations cartographiques du territoire : la carte de Cassini (XVIIIe siècle), la carte d'état-major (1820-1866) et les cartes ou photos aériennes de l'IGN pour la période actuelle (1950 à aujourd'hui).

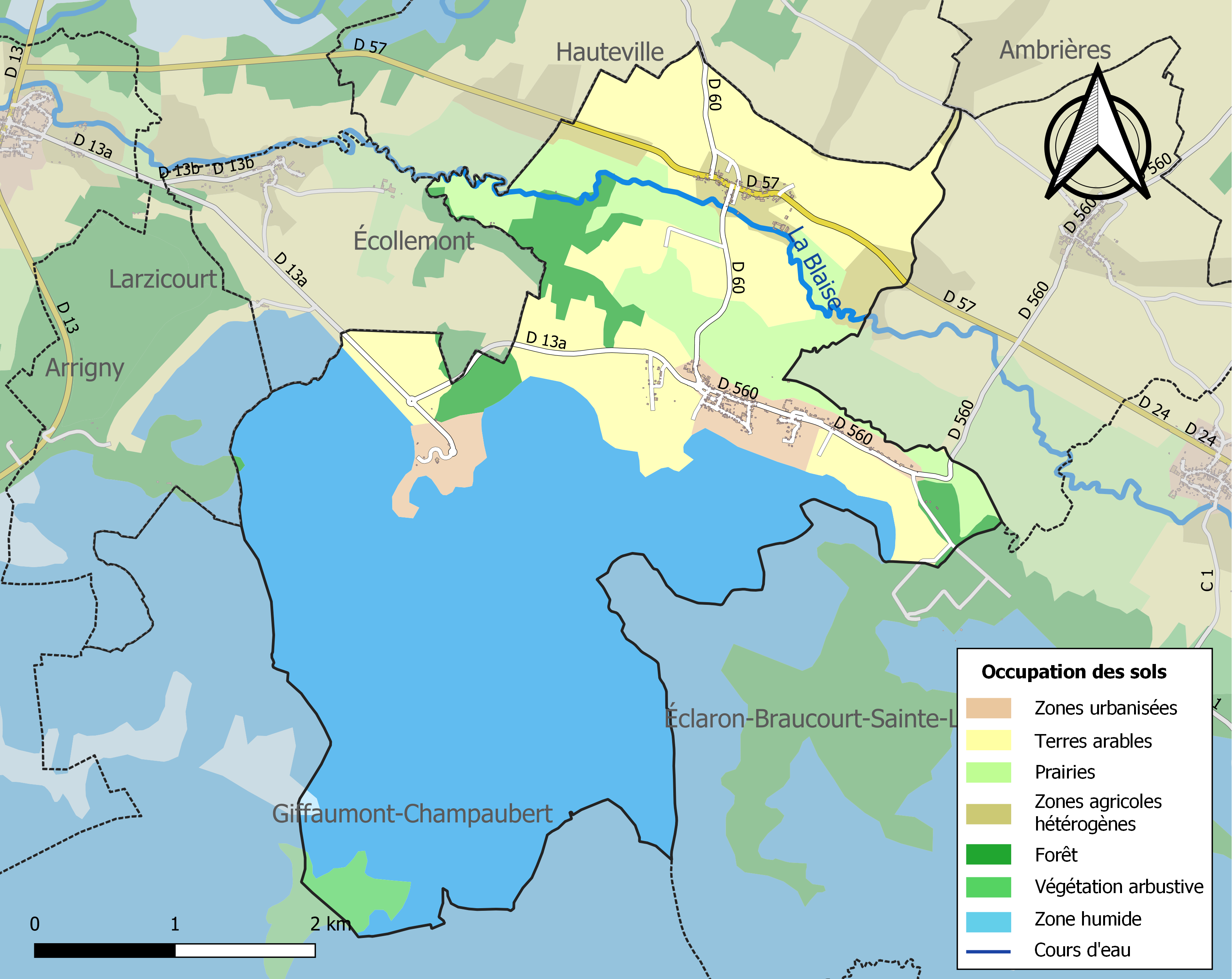
Carte des infrastructures et de l'occupation des sols de la commune en 2018 (CLC).

## Toponymie
Sainte-Marie est un hagiotoponyme qui fait référence à Marie, mère de Jésus de Nazareth.
Le déterminant -du-Lac se référe au lac du Der-Chantecoq.
Le 1er janvier 1969 : Sainte-Marie-du-Lac absorbe Nuisement-aux-Bois et ajoute Nuisement à son nom pour devenir Sainte-Marie-du-Lac-Nuisement.

## Histoire
- 1836 : la commune initialement nommée Les Grandes-Côtes s'agrandit, sous ordonnance royale du 14 septembre, des communes voisines  Les Petites-Côtes situé à 1 km et La Petite-Ville, à 600 m ; cette dernière, au cours de la Révolution française, porta provisoirement le nom de La Petite-Commune[19].
- 1966 : fusion entre Les Grandes-Côtes et Blaise-sous-Hauteville sous le nom de Sainte-Marie-du-Lac.
- 1er janvier 1969 : Sainte-Marie-du-Lac absorbe Nuisement-aux-Bois et ajoute Nuisement à son nom pour devenir Sainte-Marie-du-Lac-Nuisement[18].
- 3 janvier 1974 : Nuisement-aux-Bois disparaît, détruit puis englouti avec les villages de Chantecoq et Champaubert, lors de la mise en eau du lac du Der-Chantecoq destiné à réguler les crues de la Marne et de la Seine[20].
- La plage de Nuisement accueille une attraction aquatique nommée Aquader, un des plus grands parcs flottants d'Europe

## Politique et administration

### Intercommunalité
La commune, antérieurement membre de la communauté de communes du Bocage champenois, est membre, depuis le 1er janvier 2014, de la communauté de communes Perthois-Bocage et Der.
En effet, conformément aux prévisions du schéma départemental de coopération intercommunale (SDCI) de la Marne du 15 décembre 2011, trois petites communautés de communes préexistantes :  
- la  communauté de communes du Bocage Champenois ;
- la communauté de communes Marne et Orconte ;
- la communauté de communes du Perthois ;
ont fusionné pour créer la nouvelle communauté de communes Perthois-Bocage et Der, à laquelle se sont également jointes une commune détachée de la  communauté de communes de Val de Bruxenelle (Favresse) et la commune isolée de Gigny-Bussy.

### Liste des maires
| Période                                  | Période                      | Identité                         | Étiquette | Qualité                      |
| ---------------------------------------- | ---------------------------- | -------------------------------- | --------- | ---------------------------- |
| Les données manquantes sont à compléter. |                              |                                  |           |                              |
| 1790                                     | 1792                         | Jean-Baptiste David de Ballidart |           | Maire des Grandes-Côtes      |
| 1792                                     | 1808                         | Charles Simon Voiturier          |           | Maire des Grandes-Côtes      |
| 1808                                     | 1813                         | Claude Ducharme                  |           | Maire des Grandes-Côtes      |
| 1813                                     | 1818                         | Alexandre de Ballidart           |           | Maire des Grandes-Côtes      |
| 1818                                     | 1846                         | Jean-Baptiste Carlier            |           | Maire des Grandes-Côtes      |
| 1846                                     | 1865                         | Augustin Delalain                |           | Maire des Grandes-Côtes      |
| 1865                                     | 1870                         | Prosper Laurent                  |           | Maire des Grandes-Côtes      |
| 1870                                     | 1871                         | Bellot Ducharmes                 |           | Maire des Grandes-Côtes      |
| 1871                                     | 1878                         | Jean-Baptiste Ragon              |           | Maire des Grandes-Côtes      |
| 1878                                     | 1884                         | Étienne Chamois                  |           | Maire des Grandes-Côtes      |
| 1884                                     | 1888                         | Léopold Merlat                   |           | Maire des Grandes-Côtes      |
| 1888                                     | 1896                         | Étienne Chamois                  |           | Maire des Grandes-Côtes      |
| 1896                                     | 1908                         | Léopold Merlat                   |           | Maire des Grandes-Côtes      |
| 1908                                     | 1910                         | Alfred Chamois                   |           | Maire des Grandes-Côtes      |
| 1910                                     | 1912                         | Gustave Brossard                 |           | Maire des Grandes-Côtes      |
| 1912                                     | 1918                         | Arsène Brossard                  |           | Maire des Grandes-Côtes      |
| 1918                                     | 1929                         | Edmond Guillemin                 |           | Maire des Grandes-Côtes      |
| 1929                                     | 1935                         | Eugène Bongrain                  |           | Maire des Grandes-Côtes      |
| 1935                                     | 1944                         | Léon Girardin                    |           | Maire des Grandes-Côtes      |
| Les données manquantes sont à compléter. |                              |                                  |           |                              |
| 1948                                     | 1953                         | Pierre Viller                    |           | Maire des Grandes-Côtes      |
| 1953                                     | 1960                         | Roger Garnier                    |           | Maire des Grandes-Côtes      |
| 1960                                     | 1966                         | Jean Lataix                      |           | Maire des Grandes-Côtes      |
| 1966                                     | 1969                         | Jean Lataix                      |           | Maire de Sainte-Marie-du-Lac |
| 1969                                     | 1995                         | Jean Lataix                      |           |                              |
| mars 1995                                | mars 2014                    | Monique Creusefond               | SE        |                              |
| mars 2014                                | En cours (au 4 juillet 2014) | Luc Jennepin                     |           |                              |

## Équipements et services publics

### Eau et déchets
Le service public des déchets est assuré par le Syndicat mixte du Sud-Est Marnais (SYMSEM), qui a mis en place une redevance incitative. La collecte des ordures ménagères résiduelles (en bacs noirs pucés ou en sacs rouges prépayés) et des emballages ménagers recyclables (en sacs jaunes) est réalisée en porte à porte. Le SYMSEM adhérant au syndicat de valorisation des ordures ménagères de la Marne (SYVALOM), ces déchets sont amenés en centre de transfert à Sainte-Menehould ou Vitry-en-Perthois, puis valorisés sur le site de La Veuve. La collecte du verre se fait en apport volontaire, avant transformation dans une usine de Reims. Pour les déchets volumineux ou dangereux, le SYMSEM met à disposition de ses habitants une plateforme de déchets verts et gravats, à Saint-Amand-sur-Fion, ainsi que 12 déchèteries, à Arrigny, Courtisols, Givry-en-Argonne, Mairy-sur-Marne, Pargny-sur-Saulx, Pogny, Sainte-Menehould, Thiéblemont-Farémont, Valmy, Vanault-les-Dames, Villers-en-Argonne et Ville-sur-Tourbe.

### Postes et télécommunications
La commune dispose d'une agence postale communale, installée rue de l'Église. Deux boîtes aux lettres de La Poste se trouvent également sur le territoire de la commune, rue de l'Église et Grande rue de Blaise. Sainte-Marie-du-Lac-Nuisement par ailleurs son code postal avec le bureau de poste de Saint-Remy-en-Bouzemont (51290).

### Justice, sécurité et secours
Du point de vue judiciaire, Sainte-Marie-du-Lac-Nuisement relève du conseil de prud'hommes, du tribunal de commerce, du tribunal judiciaire, du tribunal paritaire des baux ruraux et du tribunal pour enfants de Châlons-en-Champagne, dans le ressort de la cour d'appel de Reims. Pour le contentieux administratif, la commune dépend du tribunal administratif de Châlons-en-Champagne et de la cour administrative d'appel de Nancy.
Sainte-Marie-du-Lac-Nuisement est située en secteur Gendarmerie nationale et dépend de la brigade de Saint-Remy-en-Bouzemont-Saint-Genest-et-Isson.
En matière d'incendie et de secours, la caserne la plus proche est celle de Saint-Remy-en-Bouzemont, rattachée au Service départemental d'incendie et de secours (SDIS) de la Marne.

## Démographie
L'évolution du nombre d'habitants est connue à travers les recensements de la population effectués dans la commune depuis 1793. Pour les communes de moins de 10 000 habitants, une enquête de recensement portant sur toute la population est réalisée tous les cinq ans, les populations de référence des années intermédiaires étant quant à elles estimées par interpolation ou extrapolation. Pour la commune, le premier recensement exhaustif entrant dans le cadre du nouveau dispositif a été réalisé en 2006.

En 2022, la commune comptait 273 habitants, en évolution de +1,87 % par rapport à 2016 (Marne : −1,19 %, France hors Mayotte : +2,11 %).
| 1793 | 1800 | 1806 | 1821 | 1831 | 1836 | 1841 | 1846 | 1851 |
| ---- | ---- | ---- | ---- | ---- | ---- | ---- | ---- | ---- |
| 274  | 234  | 186  | 262  | 292  | 414  | 392  | 393  | 380  |

| 1856 | 1861 | 1866 | 1872 | 1876 | 1881 | 1886 | 1891 | 1896 |
| ---- | ---- | ---- | ---- | ---- | ---- | ---- | ---- | ---- |
| 358  | 339  | 342  | 337  | 331  | 306  | 312  | 308  | 295  |

| 1901 | 1906 | 1911 | 1921 | 1926 | 1931 | 1936 | 1946 | 1954 |
| ---- | ---- | ---- | ---- | ---- | ---- | ---- | ---- | ---- |
| 283  | 258  | 248  | 216  | 183  | 175  | 161  | 154  | 153  |

| 1962 | 1968 | 1975 | 1982 | 1990 | 1999 | 2006 | 2011 | 2016 |
| ---- | ---- | ---- | ---- | ---- | ---- | ---- | ---- | ---- |
| 119  | 178  | 206  | 213  | 237  | 227  | 253  | 258  | 268  |

| 2021 | 2022 | - | - | - | - | - | - | - |
| ---- | ---- | - | - | - | - | - | - | - |
| 273  | 273  | - | - | - | - | - | - | - |

## Culture locale et patrimoine

### Lieux et monuments
- Musée du pays du Der : Mémoire du patrimoine du Pays du Der pour vous faire découvrir les vieux métiers, les arts et traditions des villages disparus, l'église de Nuisement sauvée des eaux, le pigeonnier, le four à pains, divers bâtiments à pan de bois[38].

De Nuisement, l'ancienne église.

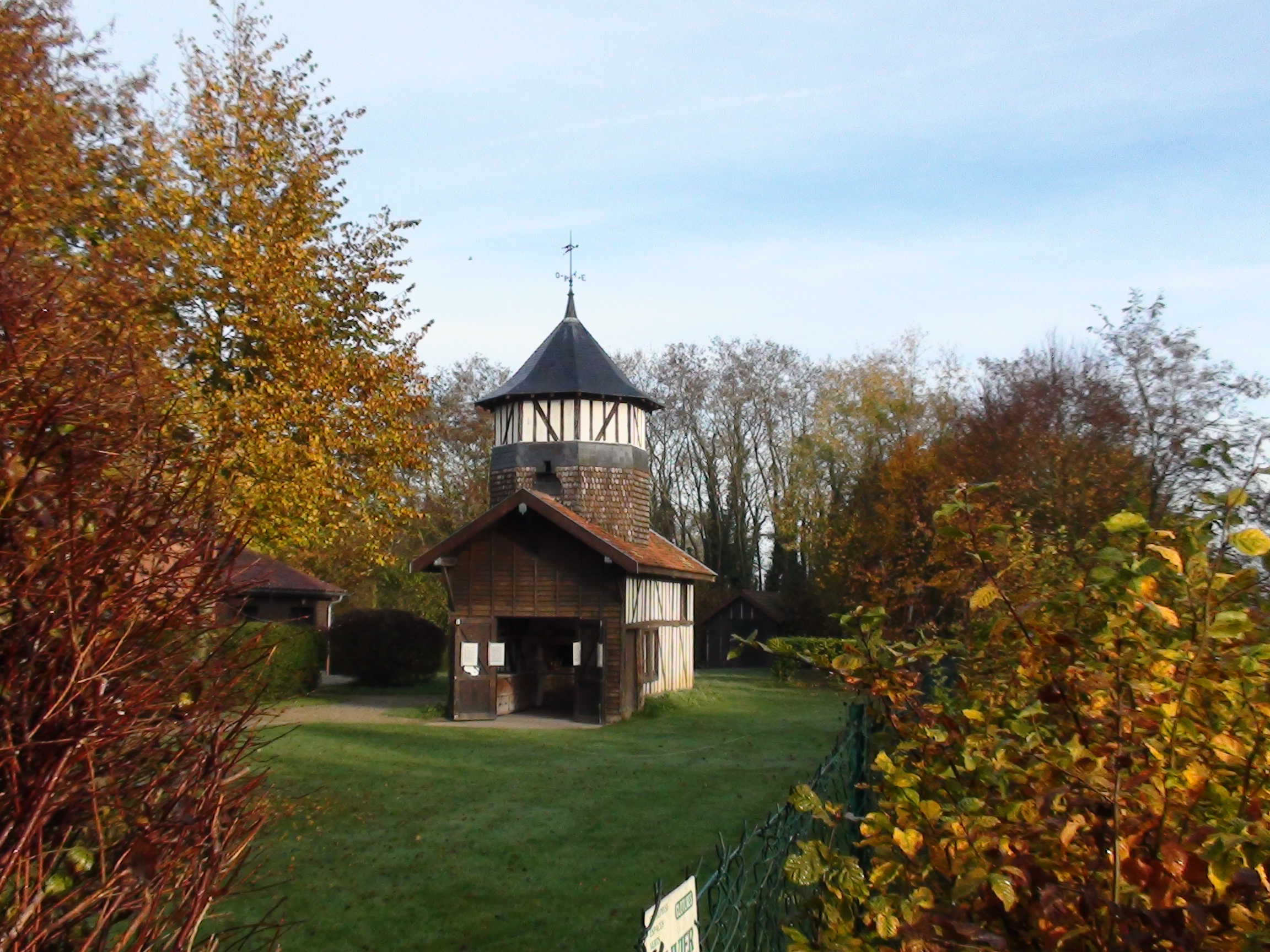
Ancien four à pain.

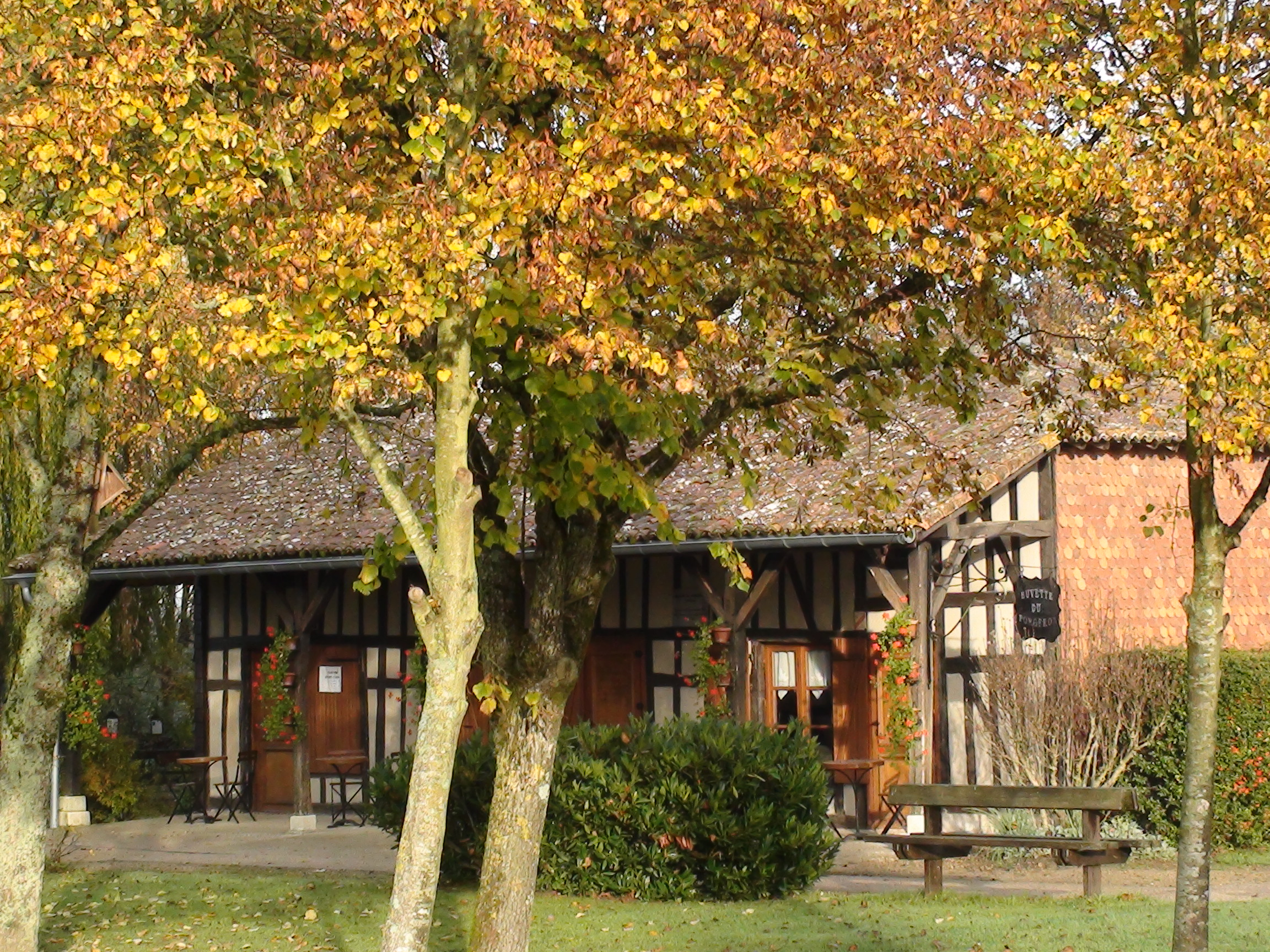
Ancien bâtiment.

- Port de plaisance de Sainte-Marie-du-Lac-Nuisement.

### Héraldique
| Armes de Sainte-Marie-du-Lac-Nuisement | Les armes de la commune se blasonnent ainsi : écartelé en vis d'escargot de gueules, de sinople, de sable et d'azur aux deux colonnes d'or surmontées d'un lambel d'argent, le tout brochant sur la partition. |